# EXPAL BME-330
EXPAL BME 330 je kasetna avio bomba španske proizvodnje, razvijena u firmi Expal Explosivos SA, Vitoria. Postoji više varijanti ovih bombi i to: EXPAL BME 330 A, EXPAL BME 330 AR, EXPAL BME 330 AT i EXPAL BME 330, o tome će više biti reči u ostatku teksta.

## Opis
EKSPAL BME 330 je kasetna bomba španske proizvodnje opremljena kočionim padobranom. Projektovane su još 1970-ih, a proizvodnja je počela 1980-ih godina. Avioni koji su opremljeni da nose ovu kasetnu bombu su: VA-1 Matador, EAV-8B Harrier II, F-5 Freedom Fighter i F-18.

### EXPAL BME-330 A
EXPAL BME-330 A je kasetna avio-bomba, mase 330 kg i sadrži 180 bombica. Nakon odbacivanja avio-bombe sa aviona, bombice se izbacuju pod dejstvom gasova. Svaka bombica ima inercijalni sigurnosni uređaj sa satnim mehanizmom i padobran.
Razvijene su četiri verzije kasetne avio bombe EXPAL BME-330 A:
1. - BME-330 A sa 180 kom submunicije (tri različita tipa);
2. - BME-330 AC koja je ista kao BME-330 A, ali se odbacuje sa velikih visina;
3. - BME-330 B[2] sa 8 mina za dejstvo po pistama (PSS-poletno sletnim stazama) i 20 bombica naknadnog vremenskog dejstva, odbacuje se sa malih visina;
4. - BME-330 BC koja je slična sa BME-330 B ali se odbacuje sa velikih visina

Minimalna visina za odbacivanje ovih kasetnih bombi je 33 m, pri brzinama od 300–600 km/h. Maksimalna brzina aviona pri odbacivanju ovih bombi je 635 km/h.
Kasetna avio-bomba se puni sa četiri tipa bombica identičnih dimenzija:
- -protivpešadijskim, sa bojevom glavom od heksogena (rasprskavajućeg dejstva);
- -zapaljivim, napunjenim belim fosforom;
- -probojnim, sa bojevom glavom napunjenom sa RDX eksplozivom i;
- -sa bombicama naknadnog vremenskog dejstva (za dejstvo protiv žive sile i lako oklopljene tehnike). Pri odbacivanju sa 45 m visine bombice ravnomerno prekrivaju oblast površine 10000 m².

### BME-330 AR
BME-330 AR sastoji se od tri glavna dela:
- - prvi čini cilindrično telo za smeštaj 28 kom submunicije (8 kom za uništavanje poletno sletnih staza i 20 bombica naknadnog vremenskog dejstva);
- - drugi deo čini četvorokraki repni stabilizator spojen zavrtnjima za zadnji deo tela bombe, a u unutrašnjosti stabilizatora su smeštena dva padobrana (prvi usporavajući sa sigurnosnim uređajem i drugi za kočenje i stabilizaciju bombe);
- - treći deo čini prednja aerodinamička kapa spojena zavrtnjima za prednji deo tela bombe, a u unutrašnjosti se nalazi blok elektronike.

Posle odbacivanja bombe izvlače se osigurači, blok elektronike počinje da radi i izvlači se sigurnosni padobran koji povlači glavni kočeći padobran. Nakon raspršivanja submunicije otvaraju se padobrani za stabilizaciju iste i za zauzimanje pravilnog položaja dejstva.
Minimalna visina odbacivanja je 30 m.
Dve kasetne avio-bombe BME-330 AR pakuju se u vakuumirane i vodootporne navlake, koje se smeštaju u metalni transportni kontejner.

### EXPAL BME-330 AT
BME-330 AT kasetna bomba namenjena za dejstvo protiv oklopnih vozila. Puni se sa 516 kom submunicije (512 kom SAC-1 probojne bombice i 4 kom MAC-2 elektronski vođene protivtenkovske mine). Opis bombe je isti kao BME-330 AR.
SAC-1 submunicija sastoji se od kočećeg padobrana, eksplozivnog punjenja (heksogen), sekundarnog fragmentiranog punjenja i udarnog upaljača. Bojeva glava probija 100 mm čeličnu ploču a fragmentaciono dejstvo submuniciju čini višenamenskom.
MAC-2 submunicija se sastoji od uređaja za kočenje, eksplozivnog punjenja (heksogen) i elektronskog upaljača.
Posle pada na zemlju mina se aktivira na tri načina:
- - dejstvom na pritisak (nagaz),
- - pomeranjem, ili
- - samouništenjem (pomoću samolikvidatora)

### EXPAL BME-330 C
BME-330 C je višenamenska kasetna avio-bomba koja sadrži 180 kom. subprojektila tri različitog tipa. Opis bombe je isti kao i za BME-330 AR i BME-330 AT. Bomba se odbacuje sa 30 m visine.
BME-330 C puni se sa tri tipa submunicije:
- - CP fragmentacione bombice, CH i SNA bombice koje detoniraju pri udaru, a dejstvo fragmenata je prečnika 5 m.
- - CH bombice imaju penetraciono dejstvo i probijaju čeličnu ploču debljine 200 mm.
- - SNA bombice imaju vremenski (tempirni) upaljač i upaljač inercionog dejstva. Aktiviraju se na udarac, ako se pomeri ili nakon određenog tempiranog vremena (samolikvidacija).

Vremenski period armiranja je od nekoliko minuta do 24 h. Bojeva glava je napunjena heksogenom, a sadrži i zapaljivi element. Koristi se za dejstvo protiv žive sile, lako oklopljenih vozila i aviona na stajankama. Bombice tipa CP, CH i SNA su cilindričnog oblika.

## Spoljašnje veze
- (језик: енглески) Fabrika Expal koja prizvodi i prodaje ove kasetne[мртва веза]
- (језик: енглески) izveštaj monitora iz 2018. godine koliko BME-330 B poseduju Španci Архивирано на веб-сајту  (5. април 2023)
- (језик: енглески) izveštaj monitora iz 2015. godine koliko BME-330 AP poseduju Španci Архивирано на веб-сајту  (2. децембар 2020)